# Esporte Clube Bahia
L'Esporte Clube Bahia è un club calcistico con sede a Salvador, in Brasile. Gioca in Série A, prima serie del campionato brasiliano.

## Storia

### Fondazione, i primi anni e il primo titolo nazionale
Lo Esporte Clube Bahia fu fondato nel 1931, quando i giocatori di due club preesistenti decisero di formare una nuova squadra, dopo che le due società di provenienza, l'Associação Atlética da Bahia e il Clube Bahiano de Tênis, avevano deciso di chiudere le proprie sezioni calcio.
I giocatori fondatori si riunirono in una casa in Princesa Isabel Avenue, dove discussero su finanza, struttura del nuovo club e allenamenti. Nel suo primo anno di attività, il Bahia vinse il Torneio Inicio e il campionato statale di Bahia. Il primo presidente fu Waldemar Costa, un noto medico di Salvador. Lo stemma del Bahia si ispira a quello del Corinthians, con una differenza: lo stemma del Bahia utilizza la bandiera dello Stato di Bahia, creata da Raimundo Magalhães, al posto di quella dello Stato di São Paulo.
La squadra venne fondata con il motto "Nasceu para Vencer" ("Nati per vincere"). Il Bahia ha vinto nel corso della sua storia 43 campionati statali, ben 17 in più dei rivali del Vitória ed è stato il primo club brasiliano a partecipare alla Coppa Libertadores nel 1960.
Tra il 1959 e il 1963, e nel 1968, il Bahia rappresentò lo Stato di Bahia nella Taça Brasil (precursore del campionato brasiliano), vincendo il titolo nel 1959 e chiudendo al secondo posto nel 1961 e nel 1963.
Ricordiamo anche che dal principio la squadra rivale per eccellenza del Bahia è sicuramente il Vitória.

### Gli anni ottanta e il secondo titolo nazionale
Gli anni ottanta furono i migliori per il Bahia: la squadra vinse il suo secondo titolo nazionale nel 1988, si classificò quinto nel 1986, e quarto nel 1990. I giocatori più rappresentativi del Bahia in quel periodo erano Bobo, Charles, Ronaldo, e altri.
Nel 1989, il Bahia vinse il suo primo Campeonato Brasileiro Série A contro l'Internacional di Porto Alegre. Il Bahia vinse all'andata a Salvador per 2–1. Al ritorno, finì 0-0 a Porto Alegre, allo Beira Rio Stadium. Grazie a questi risultati, il Bahia vinse il Brasileirão, il loro secondo titolo nazionale. La vittoria del titolo consentì al Bahia di disputare la Coppa Libertadores per la terza volta.

### Declino
Nel 1997, il Bahia necessitava di una vittoria all'ultima giornata per conquistare la salvezza, ma la partita contro la Juventude al Fonte Nova stadium 0–0, decretando la retrocessione del club per la prima volta nella sua storia in Série B. Nel 1999, il Bahia sfiorò il ritorno in Série A, ma la promozione sfumò all'ultima giornata a causa della mancata vittoria nella partita decisiva contro il Brasiliense: il Bahia chiuse terzo, restando ancora in B.
Nel 2000, a causa di scandali di corruzione coinvolgenti squadre del calibro di San Paolo ed Internacional, la squadra ritornò nel Campeonato Brasileiro Série A, invitata dal Clube dos Treze, insieme alla Fluminense, che fu resa un capro espiatorio per la controversia (cfr. Copa João Havelange).
Nel 2002, la banca che sponsorizzava il club andò in bancarotta, conseguentemente il Bahia declinò. Dopo aver vinto la Coppa del Nordest nel 2001 e 2002, nel 2003 il Bahia fu retrocesso di nuovo in Série B, per la seconda volta nella sua storia. Nel 2004, il club sfiorò di nuovo la promozione in Série A, chiudendo quarto. Nel 2005, invece, il club disputò un campionato di Série B disastroso, chiuso al 18º posto, che significò un ignominiosa retrocessione in Série C, campionato che il club non aveva mai disputato.

### Fênix tricolor (fenice tricolore)
Il Bahia terminò il campionato di terzo livello 2007 tra le prime quattro, ritornando quindi in cadetteria, ma stentando: il Bahia era partito subito forte, ma all'ultima giornata del III turno della Série C contro i già eliminati Fast Club il Bahia, a cui necessitava una vittoria per accedere alla fase successiva, segnò il gol della vittoria (siglato da Charles) solo all'ultimo minuto dell'incontro. Nella fase finale, il club si classificò secondo, perdendo il titolo di campione solo nella partita conclusiva. Il Bahia ritornò poi anche in massima serie nel 2011, riuscendo persino a qualificarsi alla Copa Sudamericana 2012.
La risalita del Bahia dalle serie minori fu definita la "Fênix Tricolor" dai tifosi del Bahia. La fenice rappresenta il Bahia risorgente dalle sue ceneri. Il Bahia, anche in terza serie, era seguita da un enorme seguito di tifosi, e la media spettatori era superiore a quella di molte squadre di massima serie.
Grupo City La più recente acquisizione del gruppo, a maggio 2023, riguarda il rilevamento del 90% del club Bahia.

## Palmarès

### Competizioni nazionali
- Taça Brasil/Campionato brasiliano: 2

1959, 1988

### Competizioni statali
- Campionato Baiano: 51

1931, 1933, 1934, 1936, 1938, 1940, 1944, 1945, 1947, 1948, 1949, 1950, 1952, 1954, 1956, 1958, 1959, 1960, 1961, 1962, 1964, 1967, 1970, 1971, 1973, 1974, 1975, 1976, 1977, 1978, 1979, 1981, 1982, 1983, 1984, 1986, 1987, 1988, 1991, 1993, 1994, 1998, 2001, 2012, 2014, 2015, 2018, 2019, 2020, 2023,  2025
- Copa do Nordeste: 4

2001, 2002, 2017, 2021

### Competizioni giovanili
- Trofeo Dossena: 1

2011

### Altri piazzamenti
- Campionato brasiliano:

Secondo posto: 1961, 1963
- Campeonato Brasileiro Série B:

Terzo posto: 1999, 2010
- Campeonato Brasileiro Série C:

Secondo posto: 2007
- Copa do Nordeste:

Finalista: 1997, 1999, 2015, 2018, 2020
Semifinalista: 1994, 2016, 2024

## Organico

### Rosa 2025
| N. |                    | Ruolo | Calciatore       |
| -- | ------------------ | ----- | ---------------- |
| 1  | Brasile (bandiera) | P     | Danilo Fernandes |
| 2  | Brasile (bandiera) | D     | Gilberto         |
| 3  | Brasile (bandiera) | D     | Gabriel Xavier   |
| 4  | Brasile (bandiera) | D     | Kanu             |
| 5  | Brasile (bandiera) | C     | Rezende          |
| 6  | Brasile (bandiera) | C     | Ademir           |
| 7  | Brasile (bandiera) | C     | Éverton Ribeiro  |
| 8  | Brasile (bandiera) | C     | Cauly            |
| 9  | Brasile (bandiera) | A     | Everaldo         |
| 11 | Brasile (bandiera) | C     | Rafael Ratão     |
| 16 | Brasile (bandiera) | A     | Erick Pulga      |
| 18 | Brasile (bandiera) | C     | Léo Cittadini    |
| 20 | Brasile (bandiera) | C     | Yago Felipe      |
| 22 | Brasile (bandiera) | P     | Marcos Felipe    |
| 25 | Brasile (bandiera) | D     | Iago             |

| N. |                     | Ruolo | Calciatore     |
| -- | ------------------- | ----- | -------------- |
| 27 | Brasile (bandiera)  | D     | Caio Roque     |
| 29 | Brasile (bandiera)  | C     | Vítor Jacaré   |
| 31 | Brasile (bandiera)  | D     | Vitor Hugo     |
| 40 | Bulgaria (bandiera) | D     | Cicinho        |
| 44 | Brasile (bandiera)  | D     | Marcos Victor  |
| 46 | Brasile (bandiera)  | C     | Luciano Juba   |
| 66 | Brasile (bandiera)  | D     | Ryan Carlos    |
| 77 | Brasile (bandiera)  | A     | Tiago          |
| 79 | Brasile (bandiera)  | D     | Matheus Bahia  |
|    | Brasile (bandiera)  | C     | Jean Lucas     |
|    | Brasile (bandiera)  | P     | Adriel         |
|    | Brasile (bandiera)  | A     | Everton        |
|    | Brasile (bandiera)  | A     | Willian José   |
|    | Colombia (bandiera) | D     | Santiago Arias |
|    | Uruguay (bandiera)  | C     | Carlos de Pena |

### Rosa 2024
| N. |                    | Ruolo | Calciatore       |
| -- | ------------------ | ----- | ---------------- |
| 1  | Brasile (bandiera) | P     | Danilo Fernandes |
| 2  | Brasile (bandiera) | D     | Gilberto         |
| 3  | Brasile (bandiera) | D     | Gabriel Xavier   |
| 4  | Brasile (bandiera) | D     | Kanu             |
| 5  | Brasile (bandiera) | C     | Rezende          |
| 6  | Brasile (bandiera) | C     | Ademir           |
| 7  | Brasile (bandiera) | C     | Éverton Ribeiro  |
| 8  | Brasile (bandiera) | C     | Cauly            |
| 9  | Brasile (bandiera) | A     | Everaldo         |
| 10 | Brasile (bandiera) | C     | Biel             |
| 11 | Brasile (bandiera) | C     | Rafael Ratão     |
| 16 | Brasile (bandiera) | C     | Thaciano         |
| 17 | Brasile (bandiera) | C     | Diego Rosa       |
| 18 | Brasile (bandiera) | C     | Léo Cittadini    |

| N. |                     | Ruolo | Calciatore     |
| -- | ------------------- | ----- | -------------- |
| 20 | Brasile (bandiera)  | C     | Yago Felipe    |
| 22 | Brasile (bandiera)  | P     | Marcos Felipe  |
| 27 | Brasile (bandiera)  | D     | Caio Roque     |
| 29 | Brasile (bandiera)  | C     | Vítor Jacaré   |
| 40 | Bulgaria (bandiera) | D     | Cicinho        |
| 44 | Brasile (bandiera)  | D     | Marcos Victor  |
| 46 | Brasile (bandiera)  | C     | Luciano Juba   |
| 66 | Brasile (bandiera)  | D     | Ryan Carlos    |
| 79 | Brasile (bandiera)  | D     | Matheus Bahia  |
|    | Brasile (bandiera)  | C     | Jean Lucas     |
|    | Brasile (bandiera)  | P     | Adriel         |
|    | Brasile (bandiera)  | A     | Everton        |
|    | Colombia (bandiera) | D     | Santiago Arias |

### Rosa 2023
| N. |                      | Ruolo | Calciatore       |
| -- | -------------------- | ----- | ---------------- |
| 3  | Brasile (bandiera)   | D     | Gilberto         |
| 8  | Brasile (bandiera)   | C     | Danielzinho      |
| 10 | Brasile (bandiera)   | C     | Rodriguinho      |
| 11 | Paraguay (bandiera)  | C     | Óscar Ruiz       |
| 13 | Brasile (bandiera)   | D     | Vitor Hugo       |
| 17 | Argentina (bandiera) | C     | Eugenio Isnaldo  |
| 19 | Argentina (bandiera) | C     | Lucas Mugni      |
| 21 | Brasile (bandiera)   | P     | Danilo Fernandes |
| 22 | Brasile (bandiera)   | P     | Marcos Felipe    |

| N. |                    | Ruolo | Calciatore       |
| -- | ------------------ | ----- | ---------------- |
| 26 | Uruguay (bandiera) | C     | Nicolás Acevedo  |
| 27 | Brasile (bandiera) | C     | Jonas            |
| 29 | Brasile (bandiera) | A     | Ademir           |
| 32 | Brasile (bandiera) | P     | Matheus Teixeira |
| 33 | Brasile (bandiera) | D     | David Duarte     |
| 36 | Brasile (bandiera) | C     | Thaciano         |
| 77 | Brasile (bandiera) | P     | Mateus Claus     |
| 79 | Brasile (bandiera) | D     | Matheus Bahia    |

### Rosa 2022
| N. |                      | Ruolo | Calciatore         |
| -- | -------------------- | ----- | ------------------ |
| 2  | Brasile (bandiera)   | D     | Nino Paraíba       |
| 3  | Brasile (bandiera)   | D     | Luiz Otávio        |
| 4  | Brasile (bandiera)   | D     | Ligger             |
| 5  | Argentina (bandiera) | D     | Germán Conti       |
| 7  | Brasile (bandiera)   | A     | Rossi              |
| 8  | Brasile (bandiera)   | C     | Danielzinho        |
| 9  | Brasile (bandiera)   | A     | Gilberto           |
| 10 | Brasile (bandiera)   | C     | Rodriguinho        |
| 11 | Paraguay (bandiera)  | C     | Óscar Ruiz         |
| 15 | Colombia (bandiera)  | C     | Juan Pablo Ramírez |
| 17 | Argentina (bandiera) | C     | Eugenio Isnaldo    |
| 18 | Brasile (bandiera)   | C     | Raí Nascimento     |
| 19 | Argentina (bandiera) | C     | Lucas Mugni        |
| 21 | Brasile (bandiera)   | P     | Danilo Fernandes   |
| 22 | Brasile (bandiera)   | C     | Thonny Anderson    |

| N. |                     | Ruolo | Calciatore               |
| -- | ------------------- | ----- | ------------------------ |
| 23 | Colombia (bandiera) | A     | Hugo Rodallega           |
| 26 | Brasile (bandiera)  | P     | Júnior                   |
| 27 | Brasile (bandiera)  | C     | Jonas                    |
| 28 | Brasile (bandiera)  | D     | Lucas Fonseca (capitano) |
| 29 | Brasile (bandiera)  | D     | Juninho Capixaba         |
| 31 | Brasile (bandiera)  | C     | Maycon Douglas           |
| 32 | Brasile (bandiera)  | P     | Matheus Teixeira         |
| 34 | Brasile (bandiera)  | C     | Lucas Araújo             |
| 35 | Brasile (bandiera)  | C     | Edson                    |
| 42 | Brasile (bandiera)  | D     | Renan Guedes             |
| 45 | Brasile (bandiera)  | C     | Patrick de Lucca         |
| 50 | Brasile (bandiera)  | C     | Luizão                   |
| 77 | Brasile (bandiera)  | P     | Mateus Claus             |
| 79 | Brasile (bandiera)  | D     | Matheus Bahia            |
| 88 | Brasile (bandiera)  | C     | Marcelo Cirino           |

### Rosa 2021
| N. |                      | Ruolo | Calciatore         |
| -- | -------------------- | ----- | ------------------ |
| 2  | Brasile (bandiera)   | D     | Nino Paraíba       |
| 3  | Brasile (bandiera)   | D     | Luiz Otávio        |
| 4  | Brasile (bandiera)   | D     | Ligger             |
| 5  | Argentina (bandiera) | D     | Germán Conti       |
| 7  | Brasile (bandiera)   | A     | Rossi              |
| 8  | Brasile (bandiera)   | C     | Danielzinho        |
| 9  | Brasile (bandiera)   | A     | Gilberto           |
| 10 | Brasile (bandiera)   | C     | Rodriguinho        |
| 11 | Paraguay (bandiera)  | C     | Óscar Ruiz         |
| 15 | Colombia (bandiera)  | C     | Juan Pablo Ramírez |
| 17 | Argentina (bandiera) | C     | Eugenio Isnaldo    |
| 18 | Brasile (bandiera)   | C     | Raí Nascimento     |
| 19 | Argentina (bandiera) | C     | Lucas Mugni        |
| 21 | Brasile (bandiera)   | P     | Danilo Fernandes   |
| 22 | Brasile (bandiera)   | C     | Thonny Anderson    |

| N. |                     | Ruolo | Calciatore               |
| -- | ------------------- | ----- | ------------------------ |
| 23 | Colombia (bandiera) | A     | Hugo Rodallega           |
| 26 | Brasile (bandiera)  | P     | Júnior                   |
| 27 | Brasile (bandiera)  | C     | Jonas                    |
| 28 | Brasile (bandiera)  | D     | Lucas Fonseca (capitano) |
| 29 | Brasile (bandiera)  | D     | Juninho Capixaba         |
| 31 | Brasile (bandiera)  | C     | Maycon Douglas           |
| 32 | Brasile (bandiera)  | P     | Matheus Teixeira         |
| 34 | Brasile (bandiera)  | C     | Lucas Araújo             |
| 35 | Brasile (bandiera)  | C     | Edson                    |
| 42 | Brasile (bandiera)  | D     | Renan Guedes             |
| 45 | Brasile (bandiera)  | C     | Patrick de Lucca         |
| 50 | Brasile (bandiera)  | C     | Luizão                   |
| 77 | Brasile (bandiera)  | P     | Mateus Claus             |
| 79 | Brasile (bandiera)  | D     | Matheus Bahia            |
| 88 | Brasile (bandiera)  | C     | Marcelo Cirino           |

### Rosa 2020
| N. |                    | Ruolo | Calciatore        |
| -- | ------------------ | ----- | ----------------- |
| 1  | Brasile (bandiera) | P     | Douglas Friedrich |
| 2  | Brasile (bandiera) | D     | Nino Paraíba      |
| 3  | Brasile (bandiera) | D     | Wanderson         |
| 7  | Brasile (bandiera) | A     | Thiago Andrade    |
| 7  | Brasile (bandiera) | A     | Élber             |
| 8  | Brasile (bandiera) | C     | Danielzinho       |
| 9  | Brasile (bandiera) | A     | Gilberto          |
| 10 | Brasile (bandiera) | C     | Rodriguinho       |
| 11 | Brasile (bandiera) | A     | Rossi             |
| 12 | Brasile (bandiera) | D     | Zeca              |
| 13 | Brasile (bandiera) | D     | Ignácio           |
| 14 | Brasile (bandiera) | D     | Ernando           |
| 16 | Brasile (bandiera) | C     | Ronaldo           |
| 17 | Brasile (bandiera) | C     | Elton             |
| 19 | Brasile (bandiera) | A     | Caíque            |
| 21 | Brasile (bandiera) | A     | Alesson           |
| 23 | Brasile (bandiera) | D     | João Pedro        |
| 25 | Brasile (bandiera) | A     | Clayson           |

| N. |                    | Ruolo | Calciatore               |
| -- | ------------------ | ----- | ------------------------ |
| 26 | Brasile (bandiera) | C     | Gregore                  |
| 28 | Brasile (bandiera) | D     | Lucas Fonseca (capitano) |
| 29 | Brasile (bandiera) | D     | Juninho Capixaba         |
| 30 | Brasile (bandiera) | C     | Marco Antonio            |
| 32 | Brasile (bandiera) | P     | Matheus Teixeira         |
| 33 | Brasile (bandiera) | P     | Anderson                 |
| 35 | Brasile (bandiera) | C     | Edson                    |
| 36 | Brasile (bandiera) | C     | Ramon                    |
| 39 | Brasile (bandiera) | A     | Gabriel Novaes           |
| 40 | Brasile (bandiera) | D     | Juninho                  |
| 43 | Brasile (bandiera) | D     | Jaques                   |
| 45 | Brasile (bandiera) | C     | Patrick de Lucca         |
| 70 | Brasile (bandiera) | A     | Fessin                   |
| 71 | Brasile (bandiera) | C     | Jadson                   |
| 77 | Brasile (bandiera) | P     | Mateus Claus             |
| 79 | Brasile (bandiera) | D     | Matheus Bahia            |
| 99 | Brasile (bandiera) | A     | Saldanha                 |
|    | Brasile (bandiera) | C     | Eric Ramires             |

### Rosa 2017
| N. |                    | Ruolo | Calciatore       |
| -- | ------------------ | ----- | ---------------- |
|    | Brasile (bandiera) | P     | Jean             |
|    | Brasile (bandiera) | P     | Douglas Pires    |
|    | Brasile (bandiera) | P     | Marcelo Lomba    |
|    | Brasile (bandiera) | D     | Robson           |
|    | Brasile (bandiera) | D     | Dedé             |
|    | Brasile (bandiera) | D     | Gustavo          |
|    | Brasile (bandiera) | D     | Lucas Fonseca    |
|    | Brasile (bandiera) | D     | Cicinho          |
|    | Brasile (bandiera) | D     | Hayner           |
|    | Brasile (bandiera) | D     | Tinga            |
|    | Brasile (bandiera) | D     | Moises           |
|    | Brasile (bandiera) | D     | João Paulo       |
|    | Brasile (bandiera) | D     | João Paulo Gomes |
|    | Brasile (bandiera) | C     | Léo Pelé         |
|    | Brasile (bandiera) | C     | Yuri             |
|    | Brasile (bandiera) | C     | Gustavo Blanco   |
|    | Brasile (bandiera) | C     | Eder             |
|    | Brasile (bandiera) | C     | Feijão           |
|    | Brasile (bandiera) | C     | Juninho          |

| N. |                      | Ruolo | Calciatore      |
| -- | -------------------- | ----- | --------------- |
|    | Brasile (bandiera)   | C     | Danilo Pires    |
|    | Brasile (bandiera)   | C     | Paulo Roberto   |
|    | Brasile (bandiera)   | C     | Rômulo          |
|    | Colombia (bandiera)  | C     | Pablo Armero    |
|    | Brasile (bandiera)   | A     | Edigar Junio    |
|    | Brasile (bandiera)   | A     | Jacó            |
|    | Brasile (bandiera)   | A     | Zé Roberto      |
|    | Brasile (bandiera)   | A     | Mário           |
|    | Brasile (bandiera)   | A     | Hernane         |
|    | Brasile (bandiera)   | A     | Luisinho        |
|    | Brasile (bandiera)   | A     | Cristiano       |
|    | Brasile (bandiera)   | A     | Henrique        |
|    | Brasile (bandiera)   | D     | Tiago Pagnussat |
|    | Brasile (bandiera)   | A     | Thiago Ribeiro  |
|    | Brasile (bandiera)   | D     | Jackson         |
|    | Brasile (bandiera)   | P     | Muriel          |
|    | Brasile (bandiera)   | D     | Wanderson       |
|    | Argentina (bandiera) | C     | Agustín Allione |

### Rosa 2016
| N. |                    | Ruolo | Calciatore       |
| -- | ------------------ | ----- | ---------------- |
|    | Brasile (bandiera) | P     | Jean             |
|    | Brasile (bandiera) | P     | Douglas Pires    |
|    | Brasile (bandiera) | P     | Marcelo Lomba    |
|    | Brasile (bandiera) | D     | Robson           |
|    | Brasile (bandiera) | D     | Dedé             |
|    | Brasile (bandiera) | D     | Gustavo          |
|    | Brasile (bandiera) | D     | Lucas Fonseca    |
|    | Brasile (bandiera) | D     | Cicinho          |
|    | Brasile (bandiera) | D     | Hayner           |
|    | Brasile (bandiera) | D     | Tinga            |
|    | Brasile (bandiera) | D     | Moises           |
|    | Brasile (bandiera) | D     | João Paulo       |
|    | Brasile (bandiera) | D     | João Paulo Gomes |
|    | Brasile (bandiera) | C     | Yuri             |
|    | Brasile (bandiera) | C     | Gustavo Blanco   |

| N. |                    | Ruolo | Calciatore     |
| -- | ------------------ | ----- | -------------- |
|    | Brasile (bandiera) | C     | Eder           |
|    | Brasile (bandiera) | C     | Feijão         |
|    | Brasile (bandiera) | C     | Juninho        |
|    | Brasile (bandiera) | C     | Danilo Pires   |
|    | Brasile (bandiera) | C     | Paulo Roberto  |
|    | Brasile (bandiera) | C     | Rômulo         |
|    | Brasile (bandiera) | A     | Edigar Junio   |
|    | Brasile (bandiera) | A     | Jacó           |
|    | Brasile (bandiera) | A     | Zé Roberto     |
|    | Brasile (bandiera) | A     | Mário          |
|    | Brasile (bandiera) | A     | Hernane        |
|    | Brasile (bandiera) | A     | Luisinho       |
|    | Brasile (bandiera) | A     | Cristiano      |
|    | Brasile (bandiera) | A     | Henrique       |
|    | Brasile (bandiera) | A     | Thiago Ribeiro |

### Rosa 2014
| N. |                       | Ruolo | Calciatore         |
| -- | --------------------- | ----- | ------------------ |
| 1  | Brasile (bandiera)    | P     | Marcelo Lomba      |
| 2  | Brasile (bandiera)    | D     | Mádson             |
| 3  | Brasile (bandiera)    | D     | Titi               |
| 4  | Brasile (bandiera)    | D     | Lucas Fonseca      |
| 5  | Brasile (bandiera)    | D     | Jussandro          |
| 7  | Portogallo (bandiera) | C     | Fahel              |
| 9  | Brasile (bandiera)    | A     | Souza              |
| 12 | Brasile (bandiera)    | P     | Omar               |
| 13 | Brasile (bandiera)    | P     | Douglas Pires      |
| 14 | Brasile (bandiera)    | D     | Neto               |
| 16 | Brasile (bandiera)    | D     | Raul               |
| 17 | Brasile (bandiera)    | C     | Diones             |
| 18 | Brasile (bandiera)    | A     | Potita             |
| 19 | Colombia (bandiera)   | D     | Juan Camilo Angulo |
| 21 | Brasile (bandiera)    | D     | Toró               |
| 22 | Brasile (bandiera)    | A     | Ítalo Melo         |

| N. |                    | Ruolo | Calciatore         |
| -- | ------------------ | ----- | ------------------ |
| 25 | Brasile (bandiera) | D     | Rafael Donato      |
| 26 | Brasile (bandiera) | D     | Diego              |
| 29 | Brasile (bandiera) | D     | Demerson           |
| 30 | Brasile (bandiera) | C     | Hélder             |
| 32 | Brasile (bandiera) | C     | Fabrício           |
| 38 | Brasile (bandiera) | A     | William Barbio     |
| 55 | Brasile (bandiera) | C     | Rafael Miranda     |
|    | Brasile (bandiera) | P     | Renan              |
|    | Brasile (bandiera) | D     | Ávine (capitano)   |
|    | Brasile (bandiera) | D     | Rafael Galhardo    |
|    | Brasile (bandiera) | A     | Jonathan Reis      |
|    | Brasile (bandiera) | A     | Rhayner            |
|    | Brasile (bandiera) | D     | Guilherme          |
|    | Brasile (bandiera) | D     | Anderson Conceição |
|    | Brasile (bandiera) | D     | Cicinho            |